# Miletus siren
Miletus siren är en fjärilsart som beskrevs av Smith 1894. Miletus siren ingår i släktet Miletus och familjen juvelvingar. Inga underarter finns listade i Catalogue of Life.